# ريام الجزائري
ريام الجزائري (17 مايو 1976 -)، ممثلة عراقية.

## مشوارها المهني
دخلت مدرسة الموسيقى والباليه- قسم الباليه ثم تابعت دراستها في كلية الفنون الجميلة (بغداد)، قسم «السمعي والمرئي» كما قدمت أعمالا مسرحية مع والدها المخرج سليم الجزائري ومنها مسرحية «راشمون»، عام 1995 إنتقلت إلى الأردن واستكملت تعليمها في جامعة اليرموك قسم المسرح، عام 1999 استقرت في السويد وأتمت دراسة الماجستير في الفنون المسرحية وتخصصت بالإخراج والكتابة المسرحية، أسست مسرح «يلا دا» إضافة للمسرحيات السويدية إلى كما قدمت أعمال تلفزيونية عراقية وعربية.

## عن حياتها
والدها المخرج سليم الجزائري ووالدتها المذيعة العراقية فريال حسين وعمها الصحفي مفيد الجزائري
متزوجة من الفنان العراقي علاء رشيد رزقت منه بابنتها مسك.

## أعمالها

### في التلفزيون
| سنة الإنتاج | اسم المسلسل     | الشخصية    |
| ----------- | --------------- | ---------- |
| 2025        | زهرة عمري       | أمل        |
| 2023        | شارع الأميرات   | منى        |
| 2023        | دفعة لندن       | ميسون      |
| 2011        | الباب الشرقي    | اسماء      |
| 2010        | إعلان حالة حب   | يارة       |
| 2009        | ذكرى وطن        |            |
| 2007        | المواطن جي      |            |
| 2006        | ثمنطعش          |            |
| 2006        | سارة خاتون      | سارة خاتون |
|             | الأسفل          |            |
|             | الوسادة         |            |
|             | البناية الصيفية |            |
|             | أحدب نوتردام    |            |
|             | كريم وهنادي     |            |

### في المسرح
|      | المسرحية                  | الشخصية    |                                         |
| ---- | ------------------------- | ---------- | --------------------------------------- |
| 2025 | الساعة التاسعة            | الام       | افضل ممثلة عربية/ مهرجان الدوحة المسرحي |
| 2024 | The thorns of the flowers | Nisrien    |                                         |
| 2023 | The Moon inside me        | Inanna     |                                         |
| 2023 | The Queen of Curves       | Zaha Hadid |                                         |
| 2023 | Shape upp                 | C          |                                         |
| 2004 | Alice in Wonderland       | الس        |                                         |
|      | في غابات المدن            |            |                                         |
|      | أعمال مشاغبة في مالمو     |            |                                         |
|      | سيناريو حب                | هي         |                                         |
|      | الجنة                     |            |                                         |
|      | الأم شجاعة                |            |                                         |
|      | عيد الفصح                 | كرستينا    |                                         |
|      | الساحر أوز                | دورثي      |                                         |
|      | وقت للجنون                | المرآة     |                                         |
|      | القرد الشمسي              | الاميرة    |                                         |

### في الإذاعة
- برنامج كلشئ وكلاشي
- برنامج سوق المربد
- قلات نساء من بغداد